# Edward Chruściel
Edward Józef Chruściel (ur. 7 kwietnia 1937 w Ropicy Polskiej, zm. 27 lutego 2025) – polski fizyk, prof. dr hab.

## Życiorys
Był absolwentem Uniwersytetu Jagiellońskiego, w 1968 r. obronił pracę doktorską, w 1983 r. habilitował się za pracę pt. Analiza promieniowania gamma z wychwytu radiacyjnego do oceny wartości złóż surowców stałych. W 1993 r. uzyskał nominację profesorską. Pracował w Katedrze Zastosowań Fizyki Jądrowej na Wydziale Fizyki i Informatyki Stosowanej Akademii Górniczo-Hutniczej im. Stanisława Staszica.